# Sangharaja
Sangharaja (paraula composta en pāli: sangha, 'comunitat religiosa', i raja, 'cap', 'rei' o 'príncep') és el títol que es dona a molts països de religió budista Theravada al monjo que dirigeix un monestir (nikaya) o bé la comunitat dels creients (sangha) a tot el país. A Occident, de vegades es tradueix per «patriarca» o «patriarca suprem».